# Quercus glauca

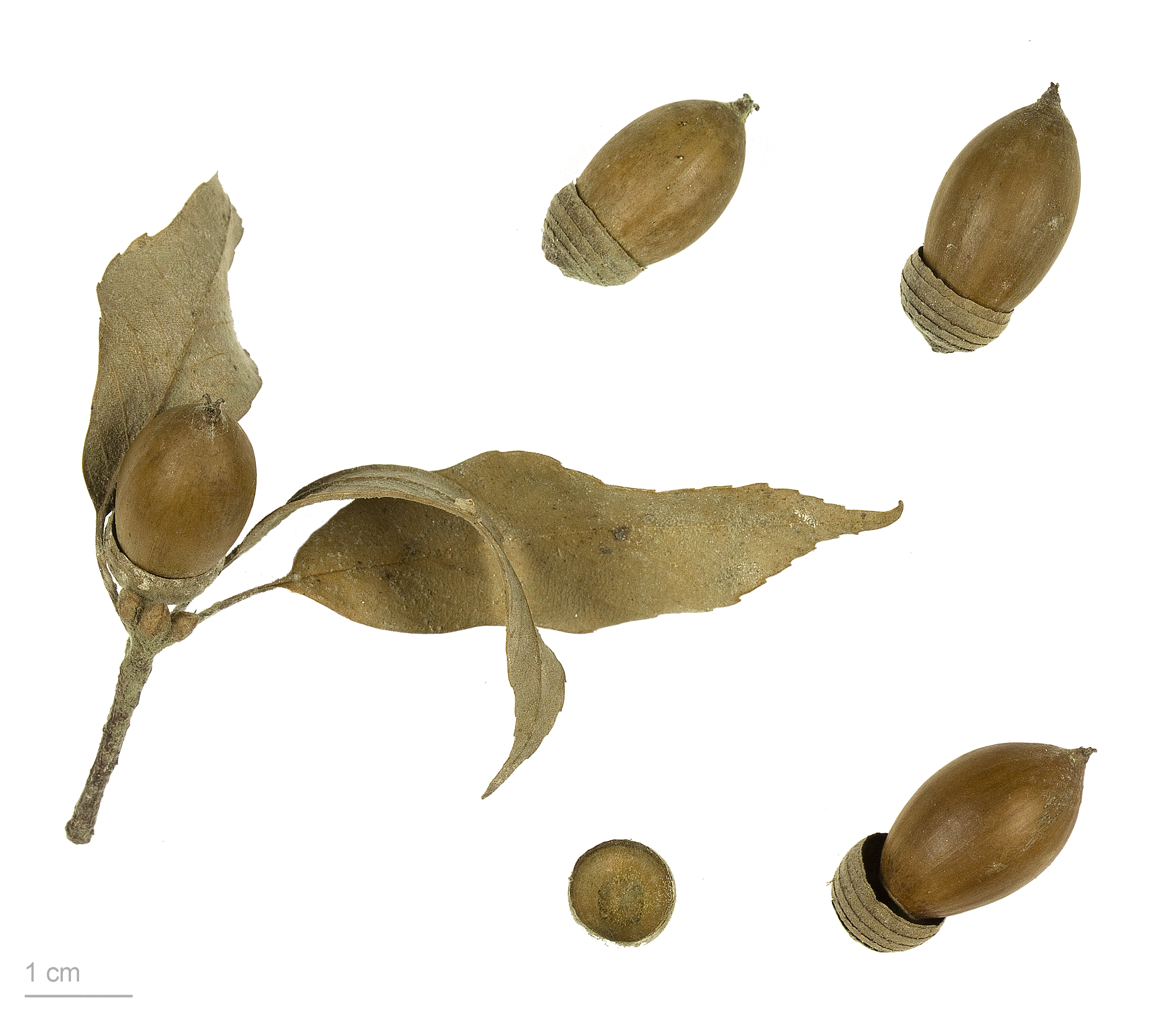
Quercus glauca - MHNT

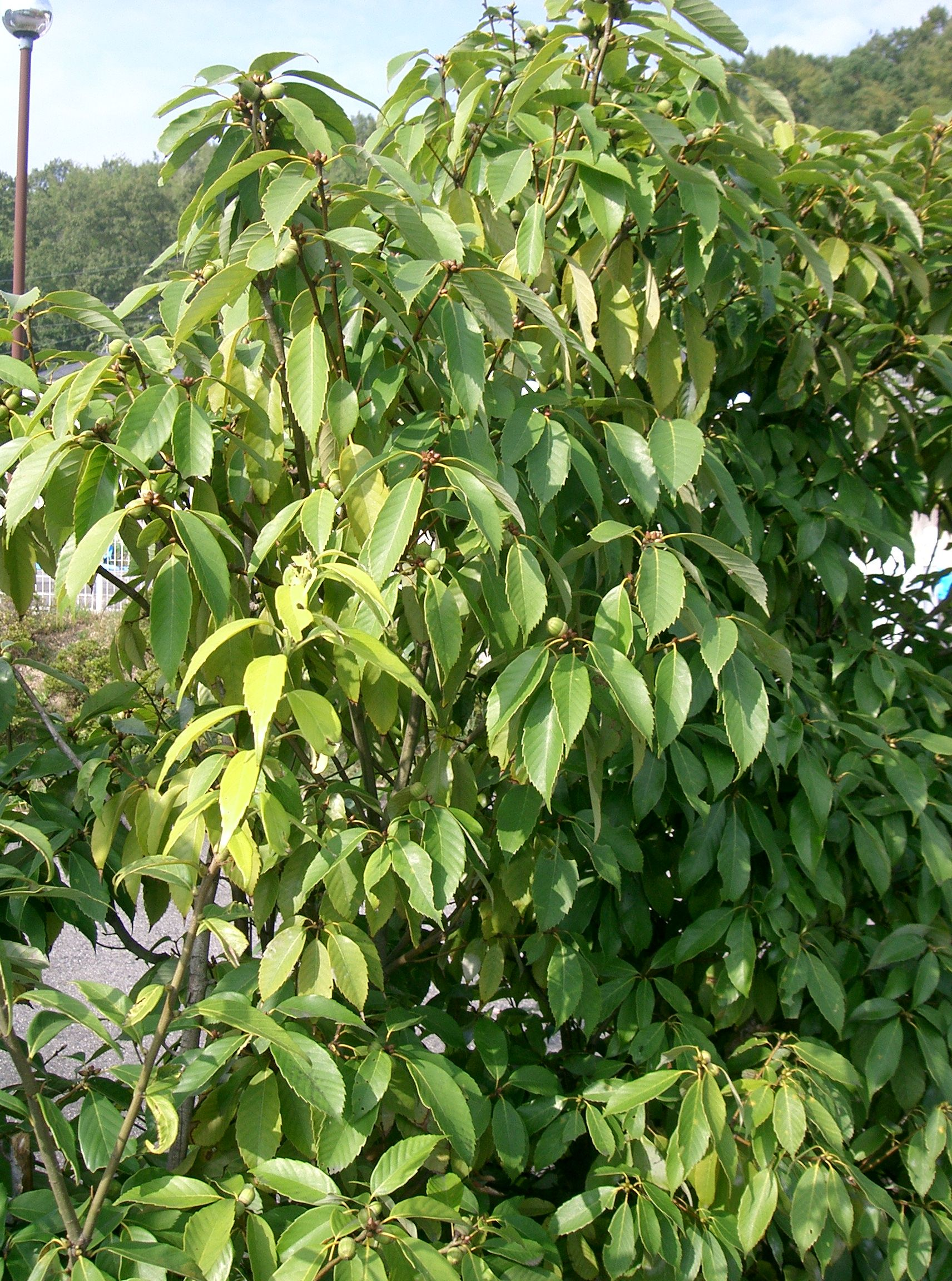
Hojas

Quercus glauca es una especie del género Quercus, nativa de Asia, desde Afganistán a Japón (アラカシ;粗樫), Taiwán (青剛櫟), y Vietnam. 

## Descripción
Es un árbol de tamaño pequeño o mediano, aunque puede alcanzar entre 15 y 20 m de altura. Es perennifolio. Las hojas nuevas son de un color morado oscuro, carmesí, volviéndose pronto verde brillante por el haz, y glauco por el envés; de entre 6 y 13 cm de largo y de entre 2 y 5 cm de ancho, con los márgenes serrados. Las flores son amentos y los frutos son bellotas de entre 1 y 1,6 cm de largo, con un patrón de anillo intrincado en la taza.

## Cultivo y usos
Se cultiva como árbol ornamental en las regiones de Europa y América del Norte con inviernos suaves.

## Taxonomía
Quercus glauca fue descrita por Carl Peter Thunberg y publicado en Flora Japonica, . . . 175–176. 1784.
Sinonimia
- Cyclobalanopsis amamiana (Hatus.) Masam.
- Cyclobalanopsis glauca (Thunb.) Oerst.
- Cyclobalanopsis globosa T.P.Lin & T.S.Liu
- Cyclobalanopsis repandifolia (J.C.Liao) J.C.Liao
- Cyclobalanopsis sasakii (Kaneh.) Kudô & Masam.
- Cyclobalanopsis vibrayana (Franch. & Sav.) Schottky
- Perytis glauca (Thunb.) Raf.
- Quercus acuta var. bambusifolia G.Nicholson
- Quercus amamiana Hatus.
- Quercus bambusifolia Fortune
- Quercus blakei var. vaniotii (H.Lév.) Chun
- Quercus dentosa Lindl. ex Wall.
- Quercus globosa (T.P.Lin & T.S.Liu) J.C.Liao
- Quercus ichangensis Nakai ex A.Camus
- Quercus lacera Blume
- Quercus laxiflora Lindl. ex Wall.
- Quercus longipes Hu
- Quercus lotungensis Chun & W.C.Ko
- Quercus matasii Siebold
- Quercus repandifolia J.C.Liao
- Quercus sasakii Kaneh.
- Quercus tranninhensis Hickel & A.Camus
- Quercus vaniotii H.Lév.
- Quercus vibrayeana Franch. & Sav.[2]